# Don Moye

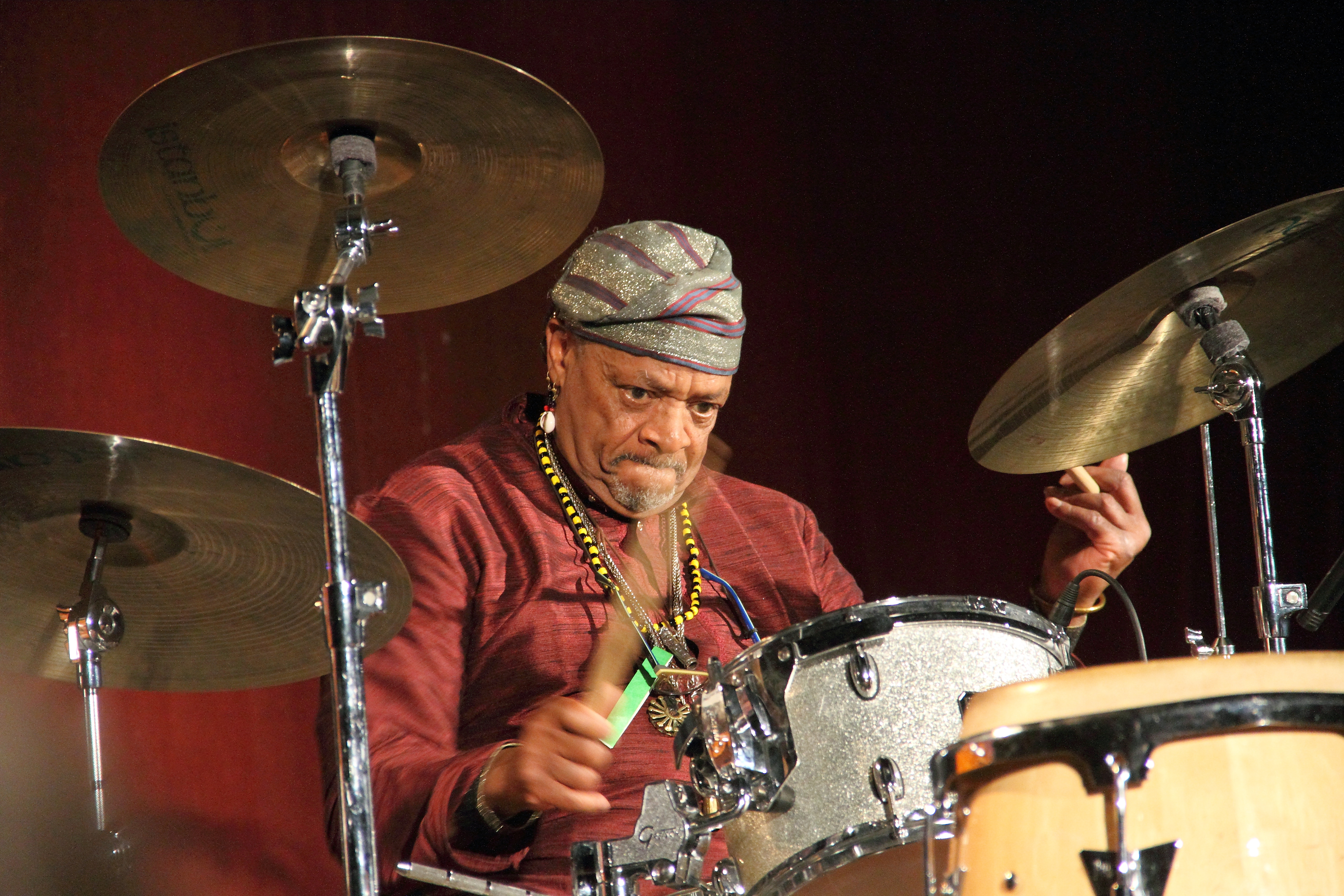
Mit dem Kirk Lightsey / Don Moye Trio auf dem INNtöne Jazzfestival 2017

„Famoudou“ Don Moye (* 23. Mai 1946 in Rochester, New York) ist ein US-amerikanischer Schlagzeuger, Sänger und Komponist des Creative Jazz, der insbesondere durch seine Mitwirkung im Art Ensemble of Chicago bekannt wurde.

## Leben und Wirken

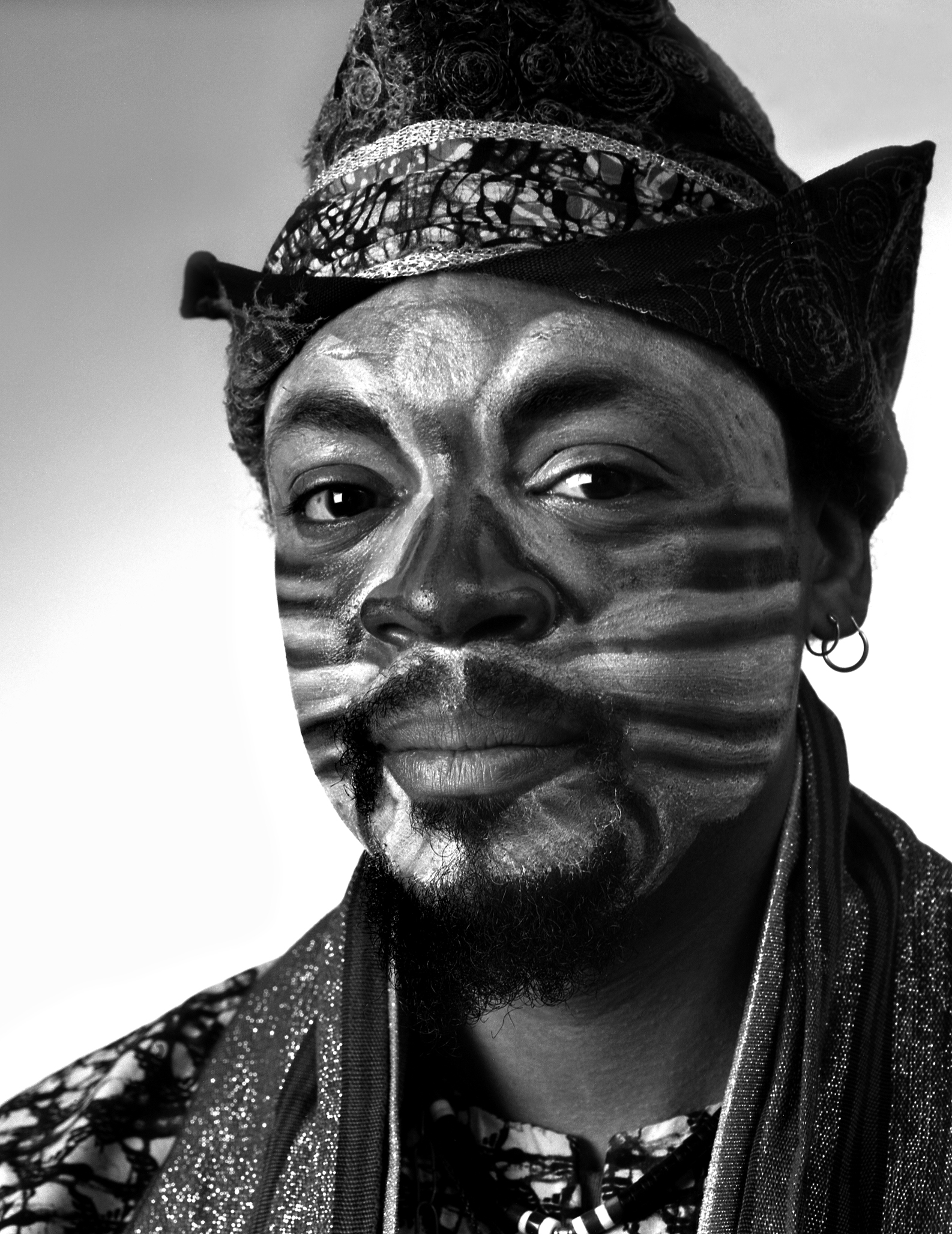
Don Moye, Portrait by Gert Chesi, frühe 80er

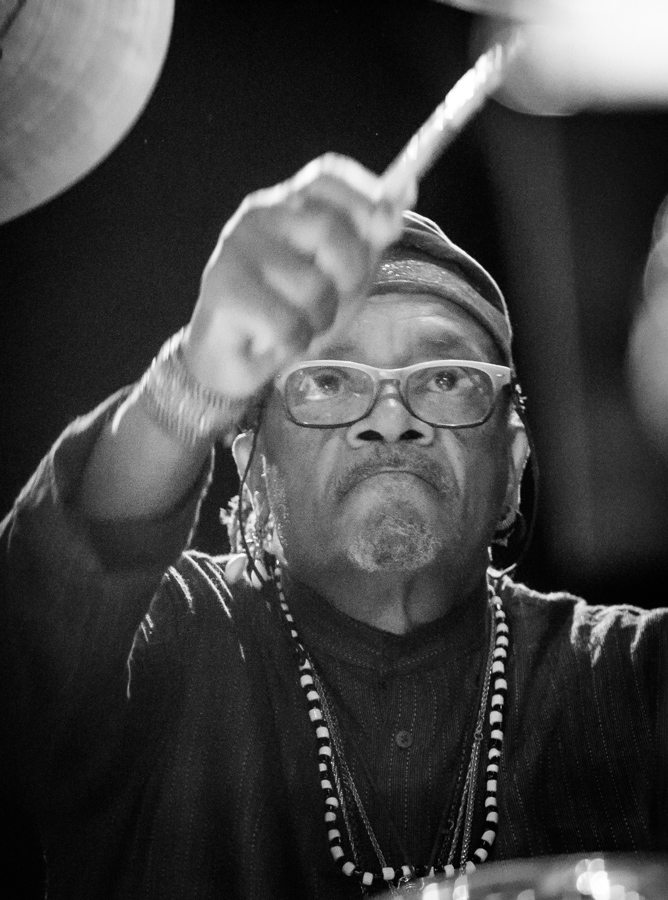
Don Moye (2017)

Don Moye spielte als Jugendlicher in lokalen Trommelformationen, sang im Kirchenchor und lernte Geige.
In einem Jazzclub hörte er Kenny Burrell und Jimmy McGriff. Schließlich studierte er Schlagzeug an der Wayne State University in Detroit (Michigan). Moye spielte in dieser Zeit auch mit dem African Cultural Ensemble, wodurch er mit afrikanischer Musik aus Ghana in Berührung kam und der Band Detroit Free Jazz, mit der er 1968 eine Europatournee unternahm. Er blieb in Paris, spielte dort mit Steve Lacy, Sonny Sharrock, Dave Burrell, Pharoah Sanders und unternahm Reisen mit John Tchicai nach Nordafrika.
Den Künstlernamen Famoudou Don Moye wählte er als Hommage an den guineischen Schlagzeuger Famoudou Konaté.
1969 war das Art Ensemble of Chicago (ohne Schlagzeuger Philip Wilson) als Quartett von Roscoe Mitchell, Lester Bowie, Joseph Jarman und Malachi Favors Maghostut  auf Europatournee. Moye spielte zu dieser Zeit in Paris am American Center for Students and Artists, wo Musiker wie Art Taylor und Johnny Griffin Jazz-Workshops abhielten. Roscoe Mitchell fragte dort Moye, ob er dem Art Ensemble beitreten wolle. Er wurde Mitglied und kehrte mit der Gruppe in den frühen 1970er Jahren in die USA zurück.
Neben der langjährigen Tätigkeit dort hatte Don Moye immer wieder eigene Projekte; er arbeitete mit der Black Artists Group in St. Louis (Missouri), spielte im Duo mit dem Schlagzeuger Steve McCall und wirkte bei den Wildflowers Loft Sessions (1976) mit. Mitte der 1980er Jahre wurde er Mitglied der Formation The Leaders, der außer dem Art Ensemble-Kollegen Bowie auch Chico Freeman, Arthur Blythe, Don Cherry, Cecil McBee und Kirk Lightsey angehörten. Moye nahm zahlreiche Alben unter eigenem Namen auf und spielte mit eigenen Formationen, wie der Joseph Jarman/Famoudou Don Moye Magic Triangle Band und The Sun Percussion Summit (mit Enoch Williamson), mit der er die Traditionen afroamerikanischer Musik erkundete.
Don Moye wirkte an zahlreichen Plattenaufnahmen mit, so von Randy Weston, Dave Burrell, Fontella Bass, Muhal Richard Abrams, Anthony Braxton, Chico Freeman, Craig Harris und The Leaders.
In seinem Spiel fasst Moye alle Errungenschaften amerikanischer und afrikanischer Perkussionistik zusammen.

## Ehrungen
- Down Beat International Critics Poll Winner – 1977, 1978, 1982
- New York Jazz Poll – 1979, 1980
- National Endowment for the Arts Grant – 1974, 1981

## Diskografie

### Eigene Formationen
- 1975 – Sun Percussion, Vol. 1  (AECO)
- 1981 – Earth Passage/Density (Black Saint)
- 1981 – Black Paladins (Black Saint)
- 1983 – Jam for Your Life! (AECO)
- 1987 – The African Tapes (Praxis)
- 1996 – Afrikan Song (AECO)
- 1998 – Ancestral Memories from Afrika to Chicago (Manifesto)
- 1999 – Bamako Chicago Express(Manifesto)
- 2002 – A Symphony of Cities (Southport)

### Als Sideman
- Lester Bowie: Mirage (RCA, 1974–82), Serious Fun (DIW, 1984), The Organizer (DIW, 1991)
- Hamiet Bluiett: Im/possible To Keep (India Navigation, 1977), Resolution (Black Saint, 1977)
- Kenny Clarke: Pieces Of Time (Soul Note, 1983)
- Chico Freeman: Spirit Sensitive (India Nav., 1978), No Time Left (Black Saint, 1979)
- Dennis González: Renegade Spirits (2008)
- The Leaders: Mudfoot (Black Hawk, 1986), Out Here Like This (Black Saint, 1986)
- Kirk Lightsey: Goodbye Mr. Evans (Evidence, 1994)
- Roscoe Mitchell: Roscoe Mitchell (Chief, 1978)